# NGC 6357
NGC 6357 é um aglomerado aberto com nebulosa na direção da constelação de Scorpius. O objeto foi descoberto pelo astrônomo John Herschel em 1837, usando um telescópio refletor com abertura de 18,6 polegadas. 

## Mídia
No ano de 2015 foi realizada uma uma petição online para mudar o nome da nebula para "Madokami Nebula", com base na semelhança entre a captura realizada por um astrônomo amador no ano de 2008 e a personagem Madoka Kaname do anime Puella Magi Madoka Magica.